# Varmund

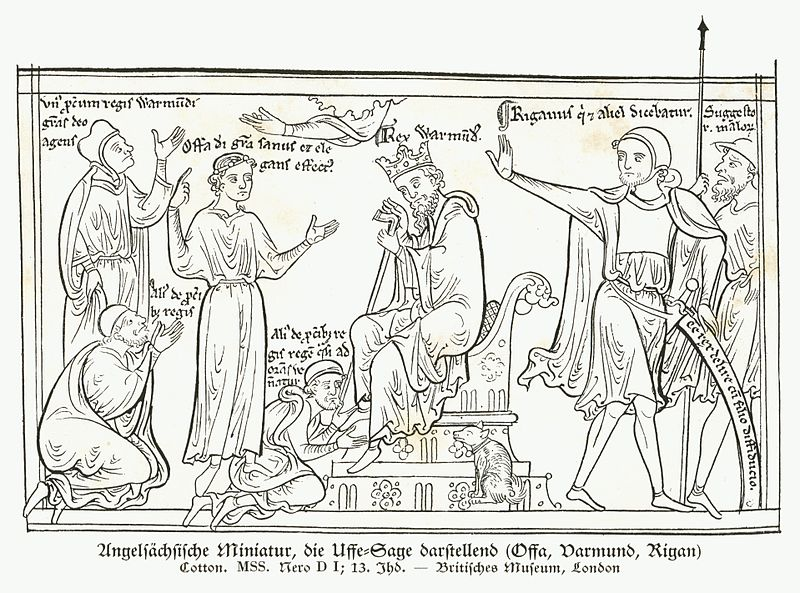
Le roi Varmund et son fils Offa (illustration du Vitae duorum Offarum de Matthieu Paris, Cotton ms. Nero D I).

Varmund, Warmund, Wermund ou Garmund est un roi légendaire du peuple germanique des Angles, originaire de la région d'Angeln au Danemark.
La Geste des Danois de Saxo Grammaticus et la Chronique anglo-saxonne le donnent pour fils de Wihtlæg et père d'Offa. Le poème anglo-saxon Beowulf le mentionne également comme père d'Offa aux vers 1958-1963. Il est le petit-fils du dieu Woden selon la Chronique, mais pas selon Saxo. La Chronique en fait également l'ancêtre des rois de Mercie.
La Geste des Danois décrit le règne de Wermundus comme long et heureux jusqu'aux attaques menées par le roi des Suédois Athislus, qui tue le gouverneur du Schleswig Frowinus. Les deux fils de Frowinus, Ket et Wig, vengent leur père en tendant une embuscade à Athislus. La façon dont ce dernier est mort, vaincu à un contre deux, attire l'opprobre sur les Angles et Wermund. Cette honte n'est lavée que lorsque Offa, le fils du roi, vainc en combat singulier le prince des Saxons et leur champion.